# Seann Walsh
Pour les articles homonymes, voir Walsh.
Sean Christopher Walsh, né le 2 décembre 1985, mieux connu sous le nom de Seann, est un acteur britannique.

## Biographie

### Enfance
Walsh est né à Camden, à Londres, mais a grandi à Brighton. Il a quitté l'école après avoir passé l'examen GCSE, en théâtre.

### Carrière
Walsh est diplômé des ateliers de comédie de Jill Edwards et a donné son premier spectacle en novembre 2006. Il a remporté plusieurs prix au début de sa carrière, dont le Leicester Mercury Comedian of the Year (2009) et le Chortle Best Newcomer (2009) Walsh a soutenu Stephen K. Amos lors de ses tournées en 2008/09, Find the Funny, The Feelgood Factor en 2009/10, ainsi qu'au Reading and Leeds Festivals en 2010.
Walsh a présenté son spectacle de 2012 Seann to Be Wild au Festival Fringe d'Édimbourg puis en a fait une tournée. Il a donné des spectacles avec son collègue comédien Josh Widdicombe, nommé Ying and Young. Son spectacle de 2013, Edinburgh Fringe, The Lie-In King a reçu bonne presse.
Le style de stand-up de Walsh a été décrit comme « universel, lourd de gags, observationnel ». Walsh présente également une émission hebdomadaire sur FUBAR Radio avec son ami, Mark Simmons.
À partir du 8 septembre 2018, Walsh participe à la seizième série de Strictly Come Dancing avec sa partenaire de danse professionnelle Katya Jones. Au début de la série, il a été rapporté qu'il était rentré dans une relation amoureuse avec Jones alors qu'ils étaient tous les deux déjà dans des relations à long terme, et sa popularité en a souffert. Walsh et Jones ont fait une interview avec Zoe Ball à la suite de la controverse, où après une intense remontrance de la part de Ball, Walsh s'est excusé. Le couple a été éliminé lors de la semaine 6,.
Seann a animé Flinch, un jeu télévisé sportif pour Netflix, aux côtés de Lloyd Griffith et Desiree Burch. L'émission est produite par Stellify Media.

## Vie privée
Walsh vit à Notting Hill, à Londres, et est un fan des Queens Park Rangers,.
Sa relation avec l'actrice Rebecca Humphries a pris fin en octobre 2018 après la publication d'une vidéo et de photos de lui embrassant sa partenaire de Strictly Come Dancing, Katya Jones. Walsh a ensuite incorporé ses expériences qu'il a eu avec Strictly, dans son numéro de stand-up. Il a été rapporté plus tard que Katya et son mari Neil Jones s'étaient séparés en conséquence indirecte de l'incident. Lors d'un entretien avec Ellie Calnan en mars 2022, Walsh a décrit comment l'incident était toujours un « traumatisme » pour lui et comment il avait suivi un traitement pour dépression et anxiété, pour l'aider à faire face aux retombées.
Walsh est en couple avec la professeure de danse Grace Adderley depuis 2019.